# شاكو بتروليرو
نادي ديبورتيفو شاكو بيتروليرو (بالإسبانية: Club Deportivo Chaco Petrolero) هو نادي كرة قدم بوليفي يقع مقره في لاباز . تأسس النادي في 20 أكتوبر 1944،  ويلعب مبارياته على أرضه في ملعب هيرناندو سيليس ، الذي يتسع لـ 42000 مقعد.